# گتسو
گتسو (به اسپانیایی: Guecho) یک دهستان در اسپانیا است که در Greater Bilbao واقع شده‌است. گتسو ۱۱٫۸۹ کیلومتر مربع مساحت و ۷۹٬۵۴۴ نفر جمعیت دارد و ۵۰ متر بالاتر از سطح دریا واقع شده‌است.